# Théoule-sur-Mer
Théoule-sur-Mer ist eine französische Gemeinde mit 1418 Einwohnern (Stand 1. Januar 2022) an der Mittelmeerküste (Côte d’Azur) im Département Alpes-Maritimes in der Region Provence-Alpes-Côte d’Azur. Sie gehört zum Arrondissement Grasse und zum Kanton Mandelieu-la-Napoule.
Théoule-sur-Mer ist die südlichste Gemeinde des Départements Alpes-Maritimes. Sie liegt ungefähr zehn Kilometer südwestlich von Cannes.

## Geschichte
Der natürliche Hafen der heutigen Gemeinde hatte vor allem im 17. Jahrhundert eine gewisse Bedeutung. Richelieu ordnete daher die Befestigung mit einem Wehrturm an. 1882 wurde Théoule-sur-Mer durch eine Eisenbahnlinie mit Cannes verbunden (heutige Bahnstrecke Marseille–Ventimiglia). Bis 1929 war der Ort Teil der Stadt Mandelieu-la-Napoule, erst hiernach war es eine eigenständige Gemeinde.

## Bevölkerungsentwicklung
- 1962: 0711
- 1968: 0733
- 1975: 0798
- 1982: 1010
- 1990: 1216
- 1999: 1296
- 2006: 1499
- 2014: 1527

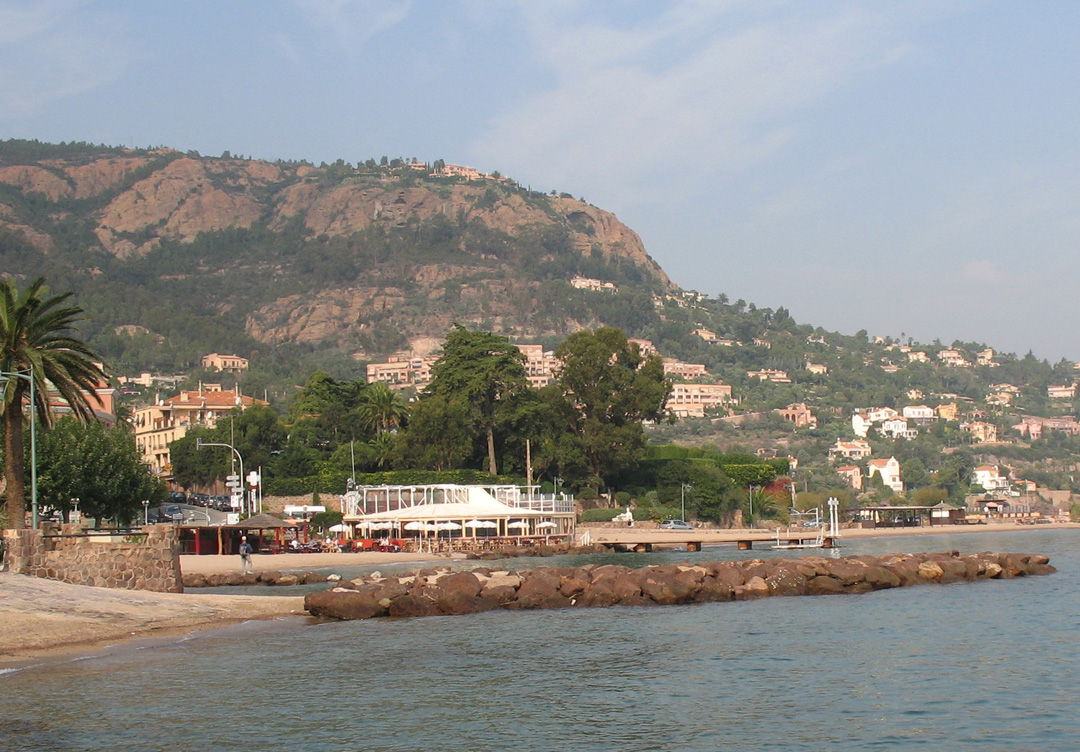
Strand
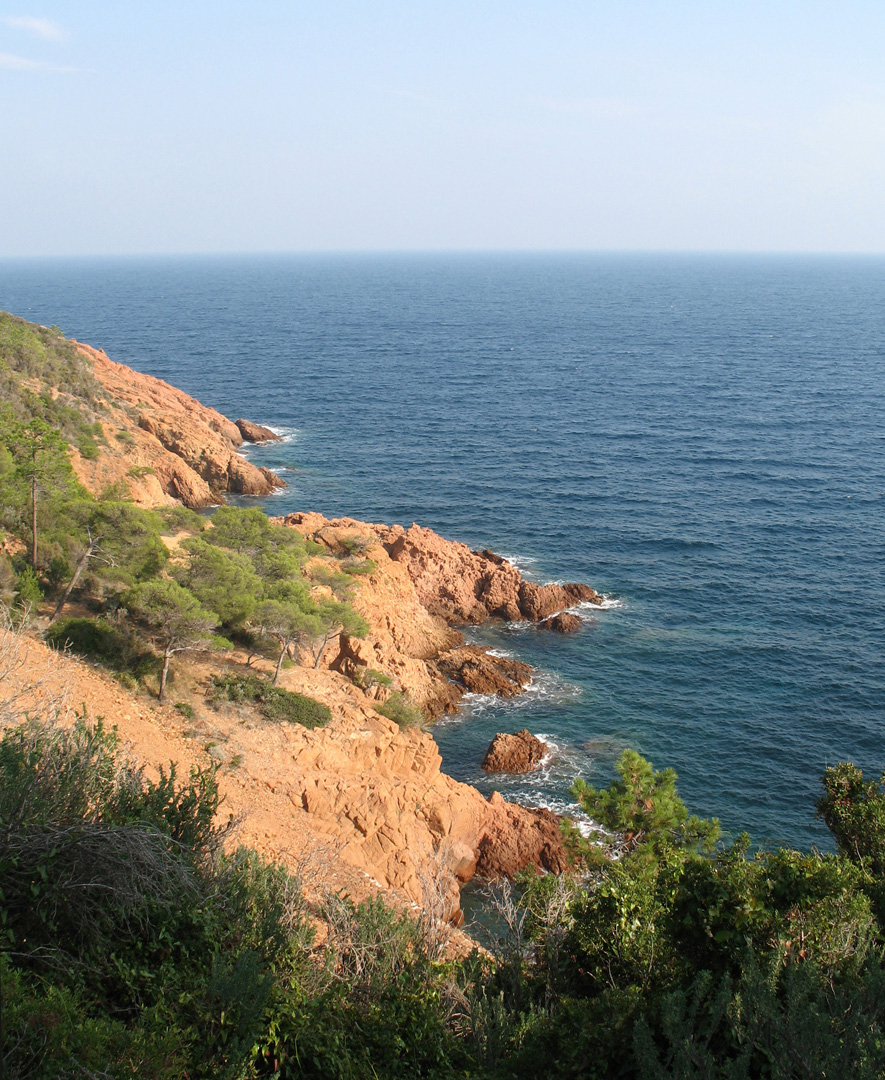
Corniche d’Or
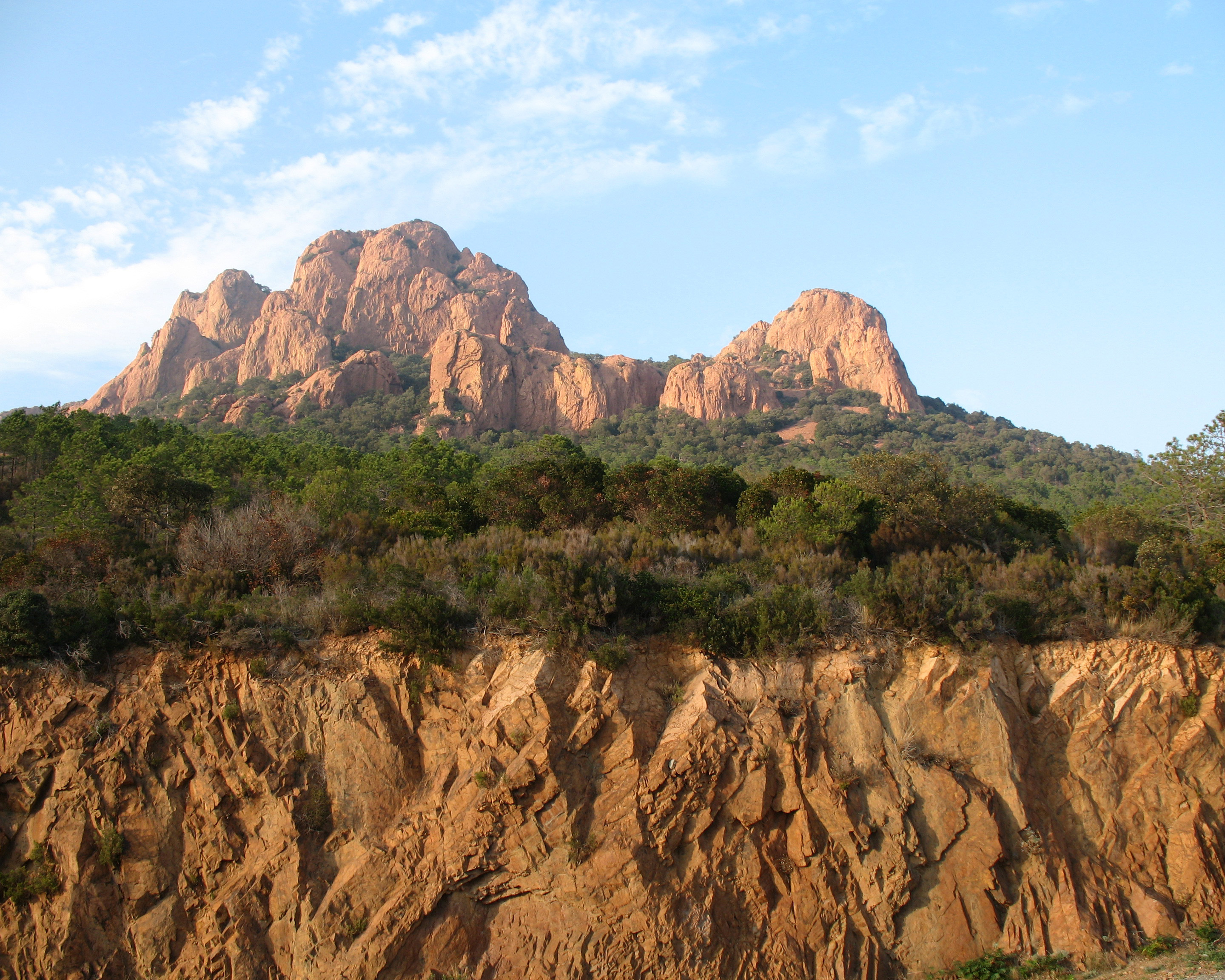
Massif de l’Esterel